# 紫波町

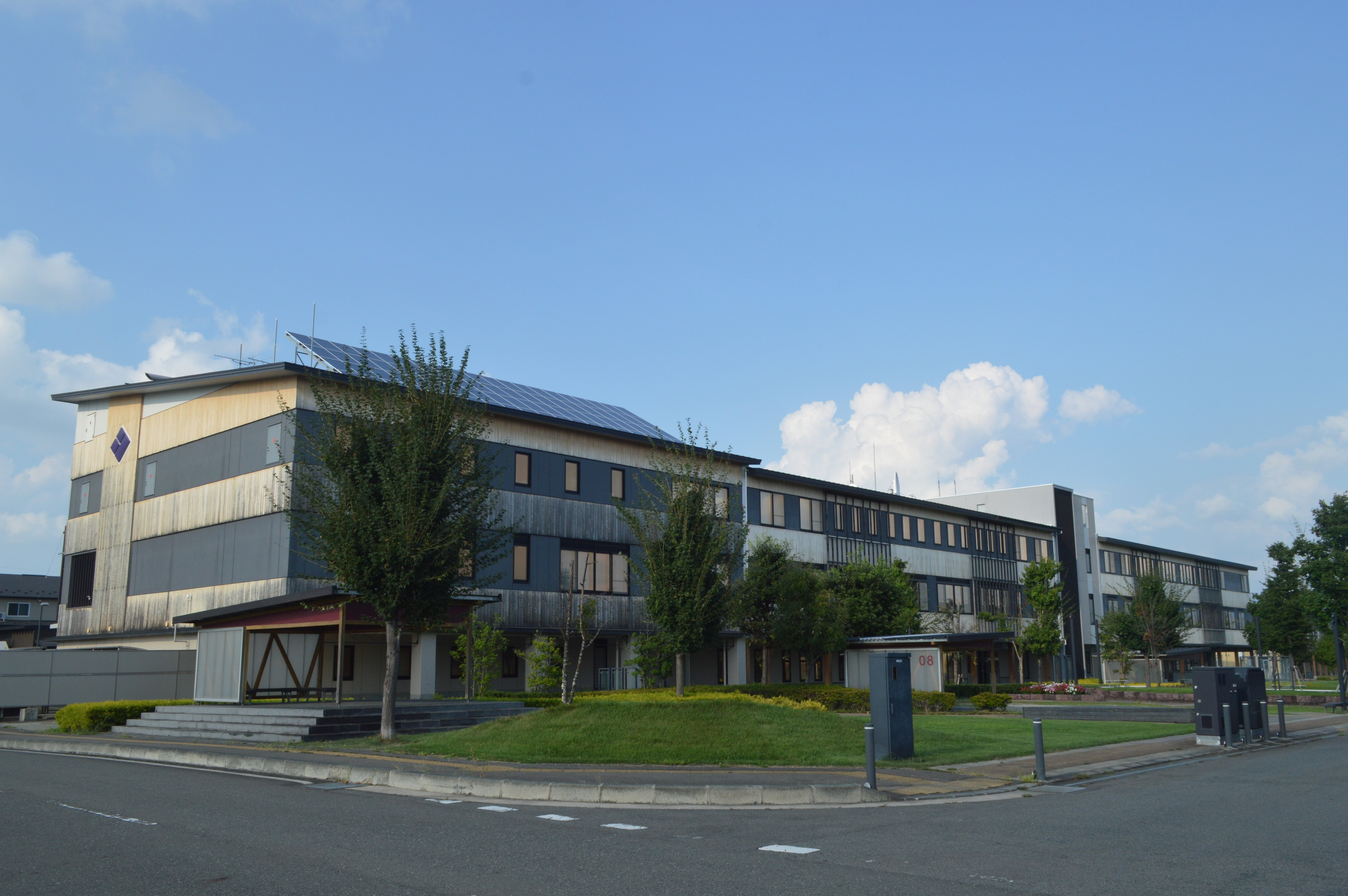
紫波町公所

紫波町（日语：／ Shiwa chō */?）是位於日本岩手縣中部的町，隸屬於紫波郡。北上川流經城鎮中心旁並往南流，當地人口則集中在國道4號沿線的古館、日詰與赤石地區。紫波町在江戶時代作為奧州街道的宿場町與北上川河運的河港而繁榮。現今當地是日本主要的糯米產地之一。紫波町也盛行釀酒產業，為日本三大杜氏之一的南部杜氏發源地。而紫波町在對外通勤與就學上相當依賴北邊的盛岡市。

## 地理
紫波町境內約57%的面積被森林覆蓋，23%的土地為農業用地。東部坐落著北上山地，西部則為奧羽山脈。北上川流經中央的城鎮中心旁並往南流。發源於奧羽山脈的瀧名川、太田川、岩崎川與黑澤川，以及發源自北上山地的赤澤川、彥部川、天王川和姉市川皆流經町内，並在中央地區注入北上川。

### 氣候
根據統計紫波町的年均溫約為10℃，年降雨量則約1240毫米。由於轄區地處北上山地和奧羽山脈之間，因此多呈現盆地型氣候。當地自11月開始降雪，因受到西北季風的吹拂，故氣溫多位於0℃以下。而冬季的降雪多集中在西部的山區地帶。

## 歷史
紫波町自繩紋時代便有人類居住，境內曾發掘出同時代的遺址。延曆22年（803年），坂上田村麻呂在盛岡市西南部建立志波城，使紫波在內的周邊地區處於日本朝廷的統治之下。平安時代後期，當地成為盛產稻米與黃金的地區，並由奧州藤原氏一族的樋爪氏支配。
鎌倉時代，足利泰氏的長男足利家氏統領陸奧國的斯波郡。足利家氏居住在境內的高水寺城，並自稱為斯波氏，但推測高水寺城的城郭建於斯波高經的長子斯波家長以後的年代。安土桃山時代斯波氏滅亡後，當地改由南部氏的盛岡藩統領。江戶時代，紫波地區作為奧州街道的宿場町與北上川河運的河港而相當繁榮。
明治22年（1889年），日本實施町村制，並在當地設置日詰町、古館村、水分村、志和村、赤石村、彥部村、佐比内村、赤澤村與長岡村。昭和30年（1955年）4月，日詰町與上述8個村落合併成現今的紫波町。

## 行政
現任町長熊谷泉於2022年1月在選舉中第2次成功連任，其任期將持續至2026年2月。

## 經濟
紫波町的農業以生產稻米、小麥、大豆、畜產、花卉等農產品為主，其中糯稻的產量在岩手縣内名列前茅，也是日本主要的糯稻產地之一。而紫波町也盛行釀酒產業，為日本三大杜氏之一的南部杜氏發源地。

## 教育
紫波町内共有5所小學校與3所中學校，其中紫波町立紫波東小學校於2022年4月由町內的5所小學校合併而成。根據2018年5月的統計，合併前境內的小學校共有1696名學生，中學校則共有908名學生。

## 交通
國道396號、國道456號穿越紫波町的東部地區，國道4號通過城鎮中心，東北自動車道則穿越西部地區。其中東北自動車道在西部設置紫波交流道。鐵路方面，東日本旅客鐵道的東北新幹線和東北本線通過紫波町，其中東北本線在境內設置古館車站、紫波中央車站與日詰車站。

## 姐妹城市
紫波町與以下日本行政區為友好姐妹城市:
| 城市   | 都道府縣 | 締結日期  |
| ------ | -------- | --------- |
| 日野市 | 東京都   | 2017年1月 |
| 古殿町 | 福島縣   | 2006年9月 |

紫波町與以下外國行政區為友好姐妹城市:
| 國家 | 城市                   | 締結日期  |
| ---- | ---------------------- | --------- |
|      | 南原區政府（昆士蘭州） | 2009年2月 |